# Zăpodeni
Zăpodeni es una comuna ubicada en el distrito de Vaslui, Rumania.

## Superficie
Posee una superficie de 101,2 kilómetros cuadrados.

## Demografía
Hasta 2021 la población era de 3743 habitantes, con una densidad de población de 37,0 habitantes por kilómetro cuadrado.